# Marcus Iunius Silanus (Suffektkonsul 15)
Marcus Iunius Silanus (* um 28 v. Chr. (?); † 38 n. Chr.) war ein römischer Politiker  und Suffektkonsul des Jahres 15 n. Chr. Er war ein Freund des Tiberius und Schwiegervater Caligulas.

## Leben
Marcus Iunius Silanus gehörte zur angesehenen Familie der Iunii Silani. Er war Sohn von Gaius Iunius Silanus und Bruder von Decimus Silanus und möglicherweise auch von Gaius Iunius Silanus, dem Konsul des Jahres 10, und der Vestalin Iunia Torquata.
Bald nach der Thronbesteigung des Tiberius im Jahr 14 war Silanus in der zweiten Hälfte des Jahres 15 nachgerückter Konsul zusammen mit dem ganzjährig amtierenden Kaisersohn Drusus. Durch seinen Einfluss bei Tiberius erlangte er im Jahr 20 die Rückkehr seines Bruders Decimus, der zwölf Jahre zuvor als Liebhaber der Kaiserenkelin Iulia von Augustus verstoßen worden war, aus der Verbannung.
Marcus Iunius Silanus galt als bedeutender Redner und besaß im Senat das Recht, zu den verhandelten Gegenständen als erster seine Stimme zu erheben, was eine besondere Ehre darstellte und den Gang der weiteren Diskussion entscheidend bestimmen konnte. Im Jahr 22 beantragte er, die Jahre statt nach den Konsulen nach der jeweiligen tribunicia potestas des Kaisers zu zählen, und zu Beginn des Jahres 32 stimmte er offenbar in die allgemeinen Forderungen gegen das Andenken der Livia Iulia ein, die Ehebruch mit Seianus begangen hatte und ihren Mann Drusus im Jahr 23 ermordete, und unterstützte die Verstaatlichung des Aerar-Vermögens des im Vorjahr wegen Hochverrats hingerichteten Seianus.
Im Jahr 27 n. Chr. brannte der gesamte Caelius nieder, allein die Statue des Tiberius im Hause des Senators Iunius blieb von den Flammen verschont. Vermutlich ist auch hier der Tiberiusfreund Marcus Iunius Silanus gemeint.
Als sich im Jahre 31 ein falscher Drusus in Asia und Achaia für einen Sohn des Germanicus ausgab, sorgte dies für erhebliche Unruhe. Später gab sich der Schwindler als Sohn des Marcus Iunius Silanus aus, woraufhin sich der Auflauf wieder zerstreute.
Marcus Iunius Silanus, der mit Aemilia Lepida, der Tochter von Paullus Aemilius Lepidus, verheiratet war, hatte vermutlich zwei Töchter, Iunia Claudilla und Iunia Silana. Im Jahr 33 verheiratete er Iunia Claudilla mit dem späteren Kaiser Caligula. Caligula hasste seinen Schwiegervater. Im Senat sorgte er dafür, dass ihm das Recht der ersten Stimme entzogen wurde. Auch versuchte der Kaiser eine Klage wegen laesa maiestas (Hochverrats) zu inszenieren. Silanus hatte sich aus Furcht vor Seekrankheit geweigert, im Gefolge des Kaisers das stürmische Meer zu befahren. Caligula legte dies so aus, als habe Silanus auf einen Schiffbruch des Kaisers gehofft, um sich dann selbst zum Kaiser aufzuschwingen. Caligula gab dem Senator Lucius Iulius Graecinus, dem Vater des Agricola, den Befehl, Marcus Silanus anzuklagen. Als dieser sich dazu nicht hergab, wurde Graecinus kurzerhand umgebracht. Marcus Iunius Silanus wurde noch im Mai 38 in den Selbstmord getrieben und durchschnitt sich mit einem Rasiermesser die Kehle.